# Герб Середино-Будського району
Герб Середи́но-Бу́дського райо́ну — офіційний символ Середино-Будського району Сумської області, затверджений 16 травня 2003 року шостою сесією Середино-Будської районної ради двадцять четвертого скликання.

## Опис
Форма герба — класичний геральдичний щит чотирикутної форми із заокругленими кутами та загостренням в основі.
Поле герба розділене навпіл вертикальною лінією на зелене і золоте та має синю кайму. У нижній половині герба розташована золото-зелена піктограма «дерево», яка символізує головне природне багатство району — ліс. Нижню третину піктограми перетинає «партизанська стрічка» червоного кольору, що символізує мужність і героїзм, які протягом століть проявляли жителі району в боротьбі проти загарбників.
Зелений колір символізує ліс, жовтий — землеробську ниву і супіщані ґрунти району.
Комбінація двох різнобарвних частин — знак того, що це край, де з'єднуються кордони.